# Bengalische Quitte
Die Bengalische Quitte (Aegle marmelos), auch Madjobaum, Belbaum oder Schleimapfel und Indische Quitte genannt, ist eine Pflanzenart in der Familie der Rautengewächse (Rutaceae). Die aromatischen Früchte werden als Obst und viele Pflanzenteile werden medizinisch verwendet.

## Beschreibung

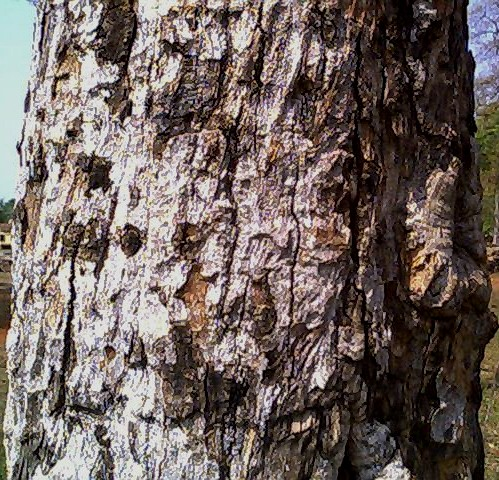
Borke

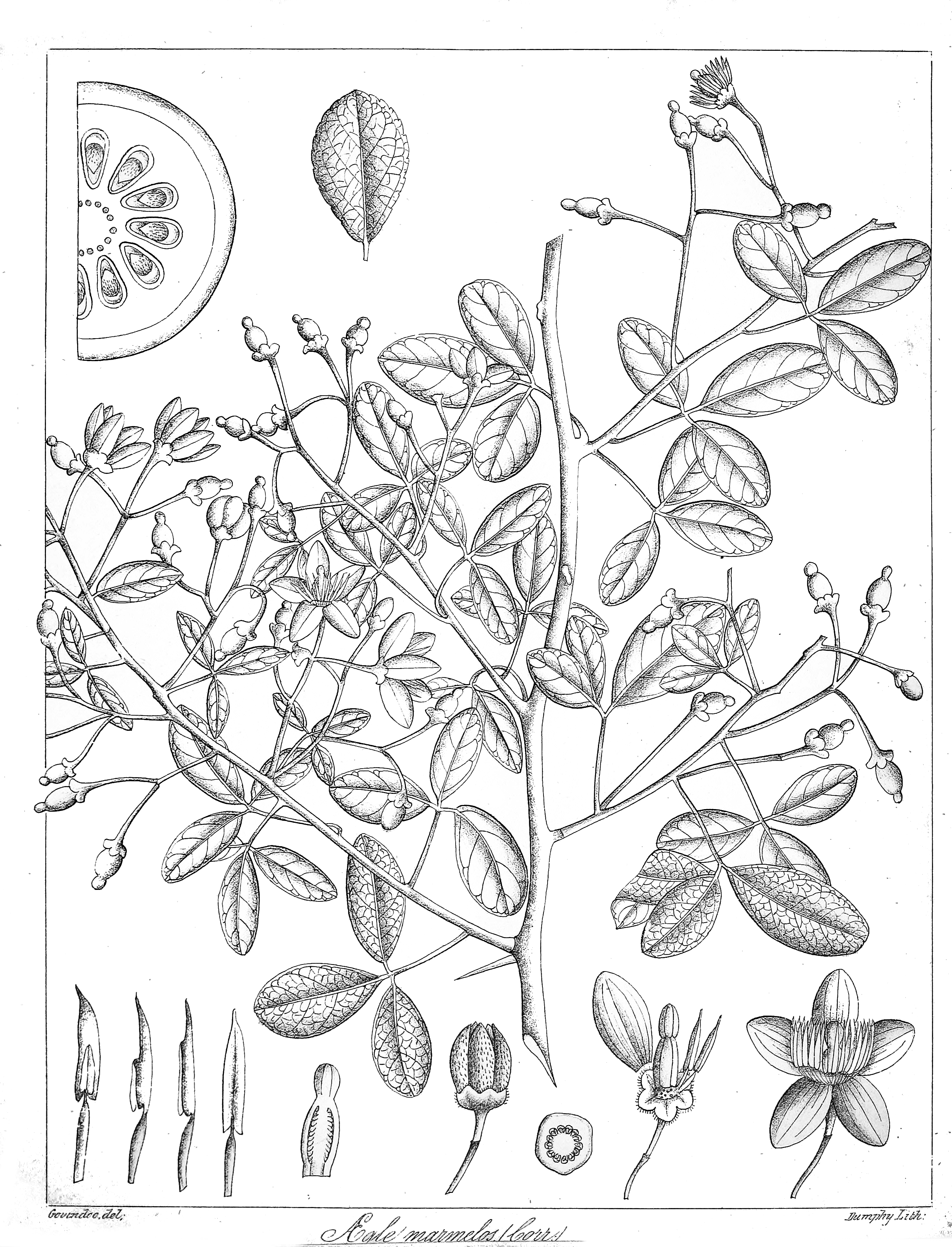
Illustration

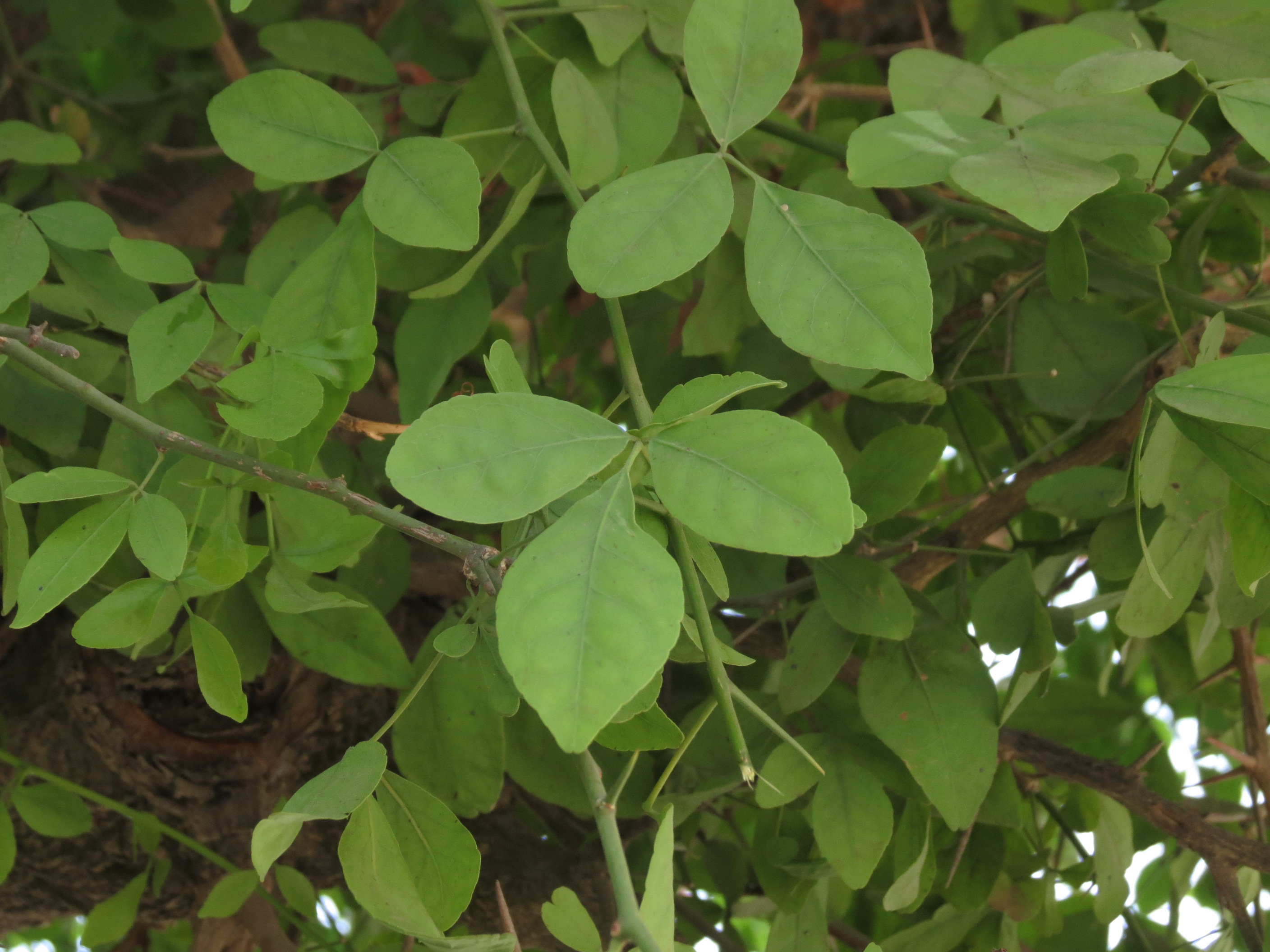
Wechselständige, gestielte, gefiederte Laubblätter

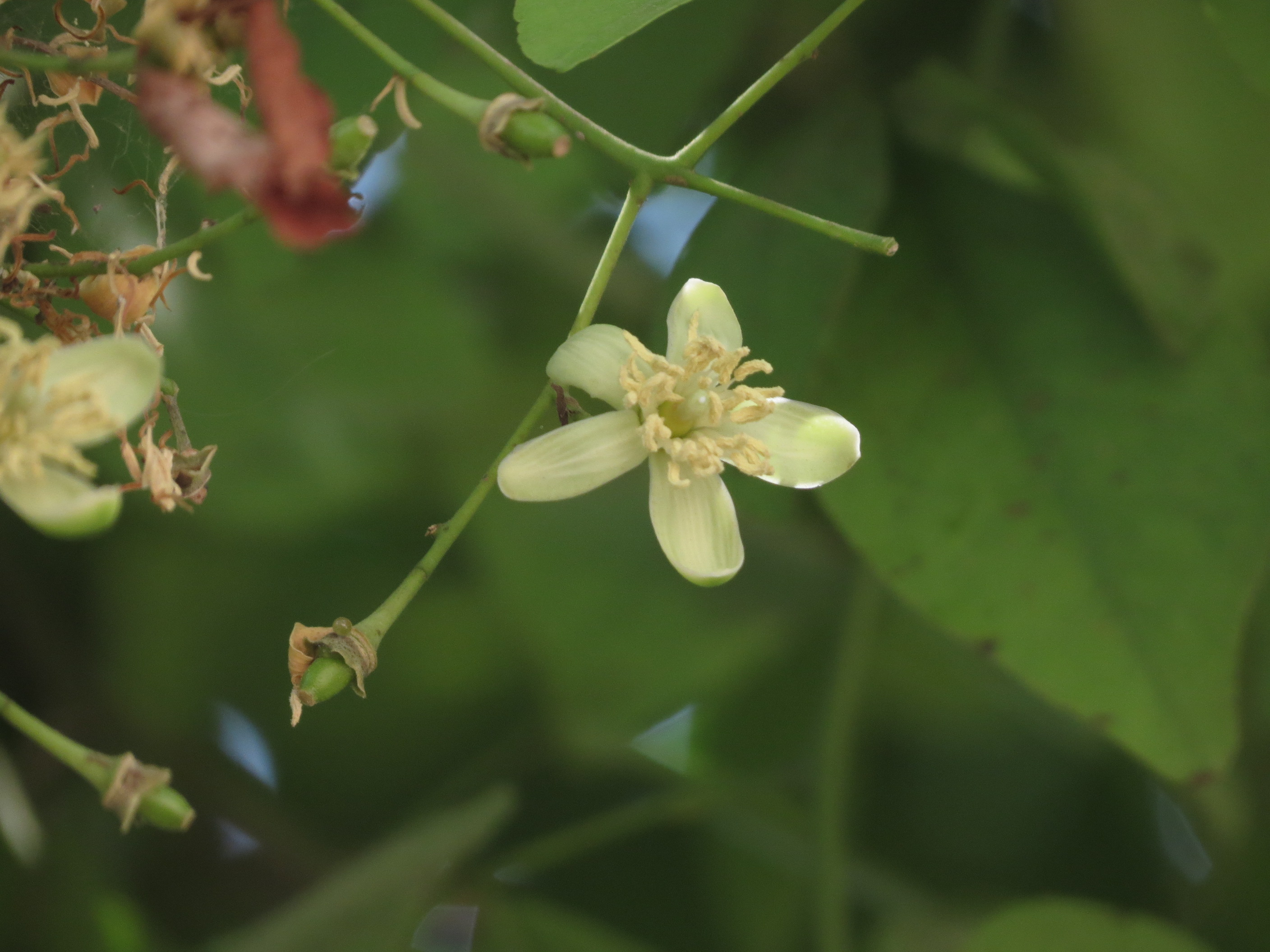
Blüte

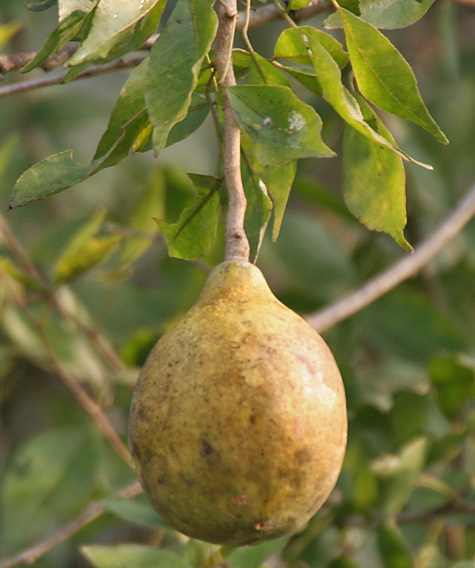
Frucht

### Erscheinungsbild und Laubblatt
Aegle marmelos ist ein laubabwerfender, kleiner bis mittelgroßer, dorniger Baum. Kultivierte Exemplare können Wuchshöhen von mehr als 8–10 Meter erreichen. Der Stamm verzweigt sich schon bald über dem Boden. Die leicht furchige Borke ist braun-grau, weich, an jungen Zweigen unregelmäßig gefurcht; im Alter ist sie dicker und löst sich in kleinen Platten ab. Verletzte Zweige sondern einen durchsichtigen Saft (Gummi) ab, ähnlich Gummi arabicum, der in langen herabhängenden Fäden eintrocknet. Die Zweige lassen sich in Langtriebe mit Internodien von 3–5 Zentimetern Länge und Kurztriebe, die insgesamt nur 1–3 Zentimeter lang sind und zahlreiche Blätter tragen, unterscheiden.
Die wechselständig angeordneten und gestielten Laubblätter werden an den Langtrieben von jeweils einem oder zwei Dornen begleitet. Die Dornen sind 1,5 bis 3 Zentimeter lang. Der meist kahle Blattstiel ist etwa 3–8 Zentimeter lang. Der Blatt- oder die Blättchenstiele sind manchmal teils kurz geflügelt. Die Blätter sind sehr variabel, stark besonnte Blätter können eine rötliche Färbung aufweisen. Die Blattspreite ist unpaarig gefiedert, mit drei, seltener fünf Fiederblättchen. Die seitlichen Blättchen sind sehr kurz gestielt, während das endständige Blättchen länger gestielt ist. Am Stielchen des Endblättchens können „Gelenke“ (Pulvini) vorhanden sein. Die Fiederblättchen sind bei einer Länge von 4–12 Zentimetern sowie einer Breite von 2–6 Zentimetern eiförmig bis elliptisch, seltener verkehrt-eiförmig, mit gerundeter bis keilförmiger Basis und zugespitztem oder spitzem, oft rundspitzigem und manchmal eingebuchtetem oberen Ende. Und der Rand ist schwach bis leicht gezähnt oder gekerbt. Die Blättchen sind kahl und dünn, die Mittelader tritt auf der Unterseite hervor.

### Blüte
Die zwittrigen Blüten stehen einzeln oder zu viert bis siebt in lockeren Zymen in den Blattachseln und am Ende der Zweige. Der Blütenstiel ist schwach behaart. Die grünlich-weißen und duftenden Blüten sind bei einem Durchmesser von 2 Zentimetern radiärsymmetrisch mit doppelter Blütenhülle. Die behaarten Kelchblätter sind zu einem flach-becherförmigen, leicht fünfzipfligen Kelch verwachsen. Die Kronblätter sind länglich bis verkehrt-eiförmig, in der Knospe einander überlappend, später dann ausgebreitet. Sie sind dicklich und mit Öldrüsen versehen. Eine Nektarscheibe (Diskus) fehlt oder ist nur klein. Der schmal-eiförmige, aus acht bis zwanzig Fruchtblättern zusammengesetzte, oberständige Fruchtknoten geht fließend in die fast sitzende, große und länglich-knaufige Narbe über. Die mit etwa 30 bis 50, zahlreichen Staubblätter besitzen Staubfäden die nur halb so lang sind wie die länglichen Staubbeutel und sie sind teils in mehreren Gruppen miteinander verwachsen.

### Frucht und Samen
Die mit einer Größe von 5–10 Zentimeter rundlichen bis birnenförmigen oder ellipsoiden, mehrsamigen Früchte, Beeren (Panzerbeere, Amphisarca) färben sich zur Reife grünlich- bis gelb-bräunlich. Die relativ glatte, kahle, leicht raue, manchmal schorfige, fleckige und harte Schale ist etwa 3–4 Millimeter dick. Darunter ist die orange-gelbe und pastös-faserige, klebrige und süße Pulpe und im segmentierten Kern liegen die einzelnen Samen jeweils in einem „Sack“ aus klebrigem, transparentem und zähem Schleim (Gummi), der sich beim Trocknen verfestigt. Die Pulpe wird, wenn sie austrocknet, hart und dunkelorange.
Die etwa 10 bis 15, 8–10 Millimeter großen und abgeflachten Samen sind von wolligen, weißen Haaren umgeben. Jeder Samen enthält einen geraden Embryo und große Kotyledonen, aber kein Endosperm. Kultivierte Sorten können erheblich größere (bis 20 Zentimeter Durchmesser) Früchte mit weicher Schale besitzen, zudem enthalten sie wenige Samen und keine klebrigen Bestandteile.

### Chromosomenzahl
Die Chromosomenzahl beträgt 2n = 18.

## Verbreitung
Aegle marmelos ist heimisch am Südrand des Himalaya von Pakistan im Westen über Indien und weiter nach Südosten in Bangladesch, Myanmar und Hinterindien. Sie wächst in Wäldern im Monsunklima in Höhenlagen von 600 bis 1200 Metern. In Südostasien wird die bengalische Quitte verbreitet kultiviert.

## Systematik
Diese Art wurde von Carl von Linné als Crataeva marmelos erstveröffentlicht. Corrêa stellte 1800 unter dem Namen Aegle marmelos die Gattung Aegle auf. Das Artepitheton marmelos geht auf das portugiesische Wort marmelos für „Quitten“ zurück und bezieht sich auf die duftenden und süß schmeckenden Früchte. Der Gattungsname Aegle ist die latinisierte Form des griechischen Aigle, einer der Heliaden aus der griechischen Mythologie.
Swingle und Reece gaben als nah verwandte Gattungen die afrikanischen Aeglopsis, Afraegle und Balsamocitrus an, eine Gruppierung, die auch durch neuere DNA-Analysen gestützt wird. Dagegen stellen die Subtribus Balsamocitrinae und Tribus Citreae, in die Swingle und Reece Aegle marmelos einordnen, wahrscheinliche keine monophyletischen Einheiten dar.

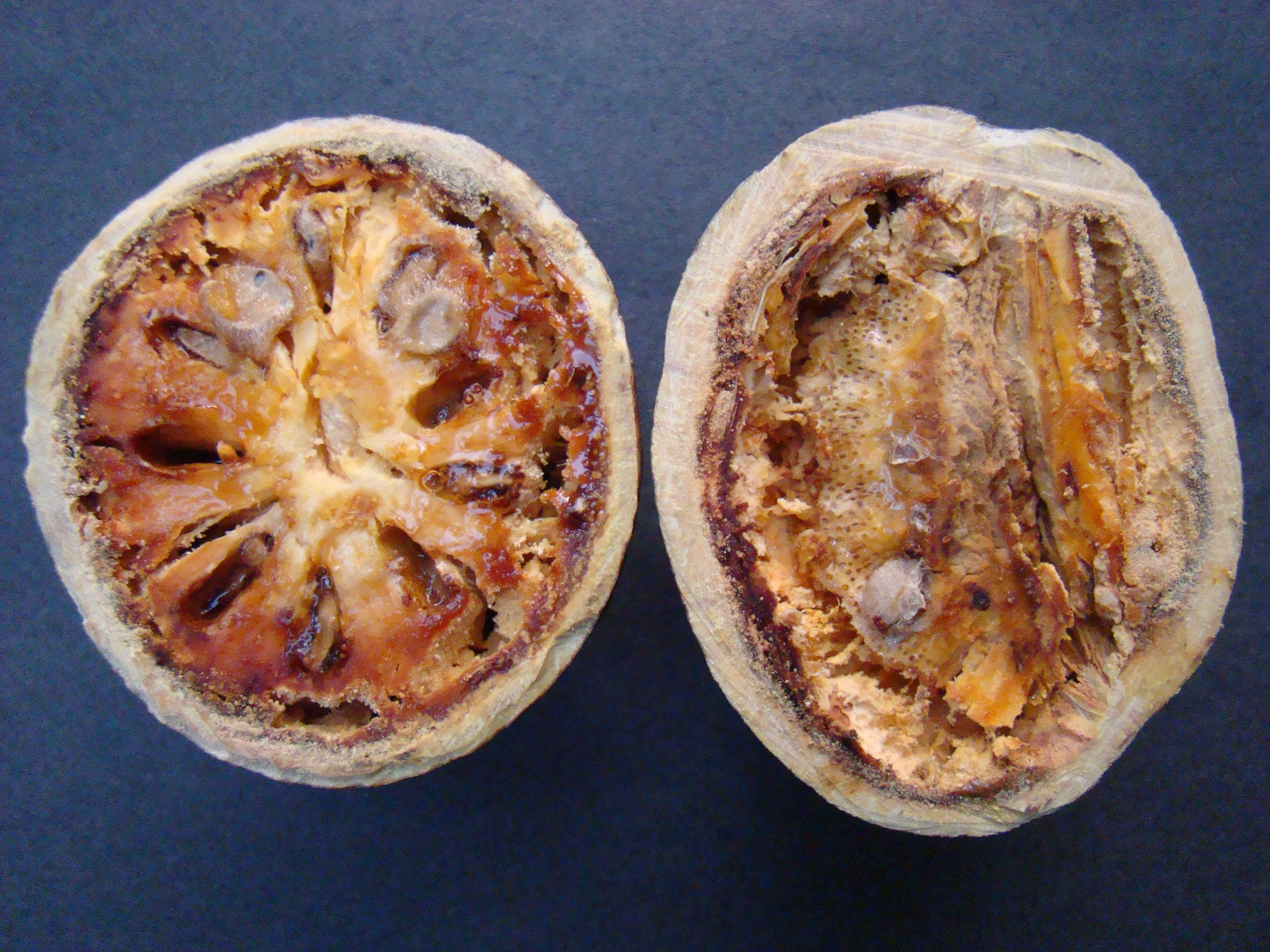
Querschnitt und Längsschnitt durch eine Bengalische Quitte

## Verwendung
Nachdem die sehr harte Schale mit einem Messer entfernt wurde, wird die Frucht frisch als Obst gegessen, in Tamil Nadu oft mit Zucker bestäubt. Sie schmeckt entfernt apfelartig, ist aber recht sauer. Der Saft wird zu Süßspeisen, Marmelade oder Chutney verarbeitet. Die jungen Blätter werden als Gemüse oder Gewürz genutzt. Aus Blüten und Rinde lässt sich duftendes Öl gewinnen. Die klebrige Substanz aus dem „Samensack“ wird gelegentlich als Kleber genutzt. Früchte, Blätter, Blüten und Rinde werden auch medizinisch genutzt. In Thailand werden die getrockneten Früchte in Wasser aufgekocht und als Tee getrunken (Ma Tum Tee).

### Religiöse Verwendung
Im Hinduismus ist der Belbaum dem Shiva heilig. Seine dreigeteilten Blätter werden mit Shivas Dreizack verglichen und häufig Shiva geopfert, ebenso die Frucht.